# 洪文山
洪文山（1917年3月8日—2025年5月30日），男，黑龍江哈爾濱人，台湾牧师、第一屆中華民國國民大會代表。

## 生平
洪文山早年就读于哈爾濱學院，后毕业于國立長白師範學院；曾在中学任教，担任过私立嫩江中学校长。他还是三民主義青年團支團部組長、代書記長，中國國民黨嫩江省党部执行委员。
洪文山在1947年中華民國國民大會代表選舉中，成为嫩江省安達縣國大代表候補人。
1949年5月，洪文山搭乘中兴轮前往台湾。1951年，从革命實踐研究院第十三期结业。曾任教于省立臺南第一中學、私立苗栗大成中學等校。1955年首次接触浸礼宗信仰後，自台灣浸信會神學院硕士毕业，他成为中華基督教浸信會聯會牧师，先后在云林虎尾浸信会、新竹浸信会、浸信会颂恩堂服事。
1973年9月，洪文山递补过世的匡文秀成为第一届国民大会代表。他还担任过中华基督教浸信会联会主席，并兼任東吳大學、輔仁大學等校教授。1982年11月，出任中华民国牧师团主席。
2024年7月，據洪文山兒子洪立民牧師及其妻子鄭怡珠所撰的代禱信指出，經接身處臺北的家人來電，告知洪文山已入住臺北國立臺灣大學醫學院附設醫院安寧病房，已不能進食，並須倚靠靜脈注射及抗生素維持生命。
2025年5月30日，洪文山牧師過世。